# Victoria gordoni
Victoria gordoni là một loài bướm đêm trong họ Geometridae.